# Leucania complicata
Leucania complicata là một loài bướm đêm trong họ Noctuidae.